# Bochov
Bochov (německy Buchau) je město v okrese Karlovy Vary v Karlovarském kraji. Leží přibližně patnáct kilometrů jihovýchodně od Karlových Varů. Včetně dalších sedmnácti částí ve městě žije přibližně 1 900 obyvatel. Historický střed města tvoří čtvercové náměstí s kašnou a parkem. Západně od centra se na kopci nachází pozůstatky hradu Hungerberg.

## Historie

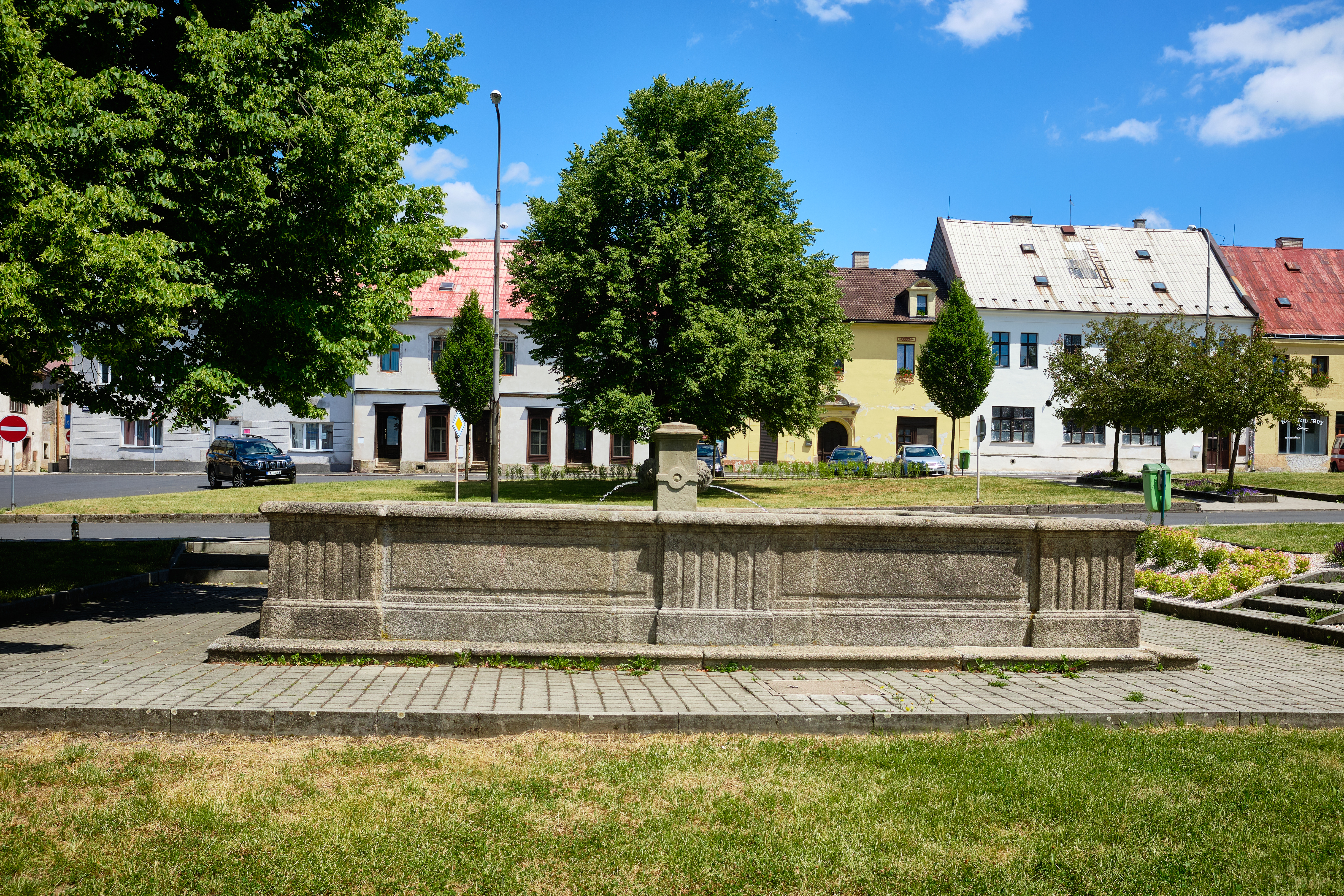
Kašna na náměstí

První písemná zmínka o Bochovu pochází z roku 1349, ale jako město byl uveden až v roce 1366. V polovině čtrnáctého století Bochov patřil pánům z Rýzmburka, kteří mu roku 1375 udělili stejná práva, jak mělo město Cheb. Rýzmburkové město roku 1406 prodali a od roku 1412 jsou jako jeho majitelé doloženi Plavenští z Plavna.
Podle sevřeného oválného půdorysu městského jádra na mapě stabilního katastru je pravděpodobné, že byl Bochov opevněn, ale případné ohrazení by mohl doložit jen archeologický výzkum. Stopy opevnění se nedochovaly a jediným pramenem, který uvádí existenci hradeb je dílo Jaroslava Schallera.
Podobně jako v dalších městech a obcích na Karlovarsku se také v Bochově vyráběl porcelán. V roce 1902 zde založil továrnu J. Pollack, jenž se soustředil na výrobu malých panenek či hlaviček pro panenky jiných výrobců. Roku 1908 podnik koupil J. Plass a přivedl si společníka Rössnera, kteří továrnu přestavěli a zaměřili se na výrobu čajových a kávových servisů, malovaných hrnků a malých holeb. Druhá světová válka přinesla konec továrny v roce 1944. Další porcelánkou v Bochově byl podnik J. Zimmera.

## Přírodní poměry
Okolí města je intenzivně zemědělsky využíváno a malý podíl katastru tvoří lesy. Do východní části katastrálního území Bochov zasahuje část přírodní památky Toto-Karo a západně od města leží přírodní památka Louky u Dlouhé Lomnice. Městem protéká Bochovský potok, na kterém leží dva rybníky: Křížový a Panský. Další rybníky, které neleží na potoku, se nazývají: Horní bochovský, Nový Bochov, Silniční a Tábor.

## Obyvatelstvo
Při sčítání lidu v roce 1921 zde žilo 1824 obyvatel (z toho 842 mužů), z nichž bylo 29 Čechoslováků, 1768 Němců, tři lidé jiné národnosti, jeden Žid a 23 cizinců. V náboženské struktuře výrazně převažovali římští katolíci, ale 38 lidí se hlásilo k evangelickým církvím, pět bylo členy církve československé, 37 židů a tři lidé bez vyznání. Podle sčítání lidu z roku 1930 mělo město 1782 obyvatel: 84 Čechoslováků, 1693 Němců a pět cizinců. Stále výrazně převládali katolíci, ale kromě nich zde žilo 39 evangelíků, osmnáct příslušníků církve československé, 36 židů a devět lidí bez vyznání.
|           | 1869  | 1880  | 1890  | 1900  | 1910  | 1921  | 1930  | 1950 | 1961 | 1970  | 1980  | 1991  | 2001  | 2011  | 2021  |
| --------- | ----- | ----- | ----- | ----- | ----- | ----- | ----- | ---- | ---- | ----- | ----- | ----- | ----- | ----- | ----- |
| Obyvatelé | 1 803 | 1 910 | 1 881 | 1 986 | 1 961 | 1 824 | 1 782 | 896  | 949  | 1 266 | 1 208 | 1 127 | 1 258 | 1 226 | 1 177 |
| Domy      | 279   | 298   | 284   | 283   | 287   | 289   | 302   | 252  | 172  | 164   | 170   | 189   | 200   | 219   | 225   |

## Městská správa
Německá komunální správa ve městě ukončila činnost na přelomu května a června 1945, kdy správu převzala místní správní komise. Ta obec řídila až do 8. července 1946, kdy se konala ustavující schůze místního národního výboru vytvořeného na základě voleb do Ústavodárného národního shromáždění dne 26. května 1946.
Od 10. října 2006 byl obci vrácen status města.

### Části města
- Bochov (k. ú. Bochov a Bražec u Bochova)
- Číhaná (k. ú. Číhaná u Javorné)
- Dlouhá Lomnice (k. ú. Dlouhá Lomnice)
- Herstošice (k. ú. Herstošice)
- Hlineč (k. ú. Jesínky)
- Javorná (k. ú. Javorná u Toužimi)
- Jesínky (k. ú. Jesínky)
- Kozlov (k. ú. Kozlov, Pávice a Pěčkovice)
- Mirotice (k. ú. Mirotice u Kozlova)
- Německý Chloumek (k. ú. Německý Chloumek)
- Nové Kounice (k. ú. Nové Kounice)
- Polom (k. ú. Polom u Údrče)
- Rybničná (k. ú. Rybničná)
- Sovolusky (k. ú. Sovolusky u Bochova)
- Teleč (k. ú. Teleč)
- Těšetice (k. ú. Těšetice u Bochova)
- Údrč (k. ú. Údrč)

Ve správním území města se nacházely další zaniklá sídla:
- Dlouhá Ves
- Martice
- Nový Dvůr
- Pávice
- Pěčkovice
- Zlatá Hvězda

### Městské symboly
Znak města je historický, vlajka byla městu udělena rozhodnutím předsedy Poslanecké sněmovny Parlamentu České republiky dne 27. května 2008.

## Doprava
Město leží při hlavní silnici I/6 spojující krajské město s Prahou. Začínají zde silnice II/208 na Bečov nad Teplou a II/198 na Toužim. Ve městě se nachází nádraží Bochov, kde končí železniční trať Protivec–Bochov, na které není od roku 1996 provozována pravidelná osobní doprava.

## Pamětihodnosti
- Hrad Hartenštejn, zřícenina

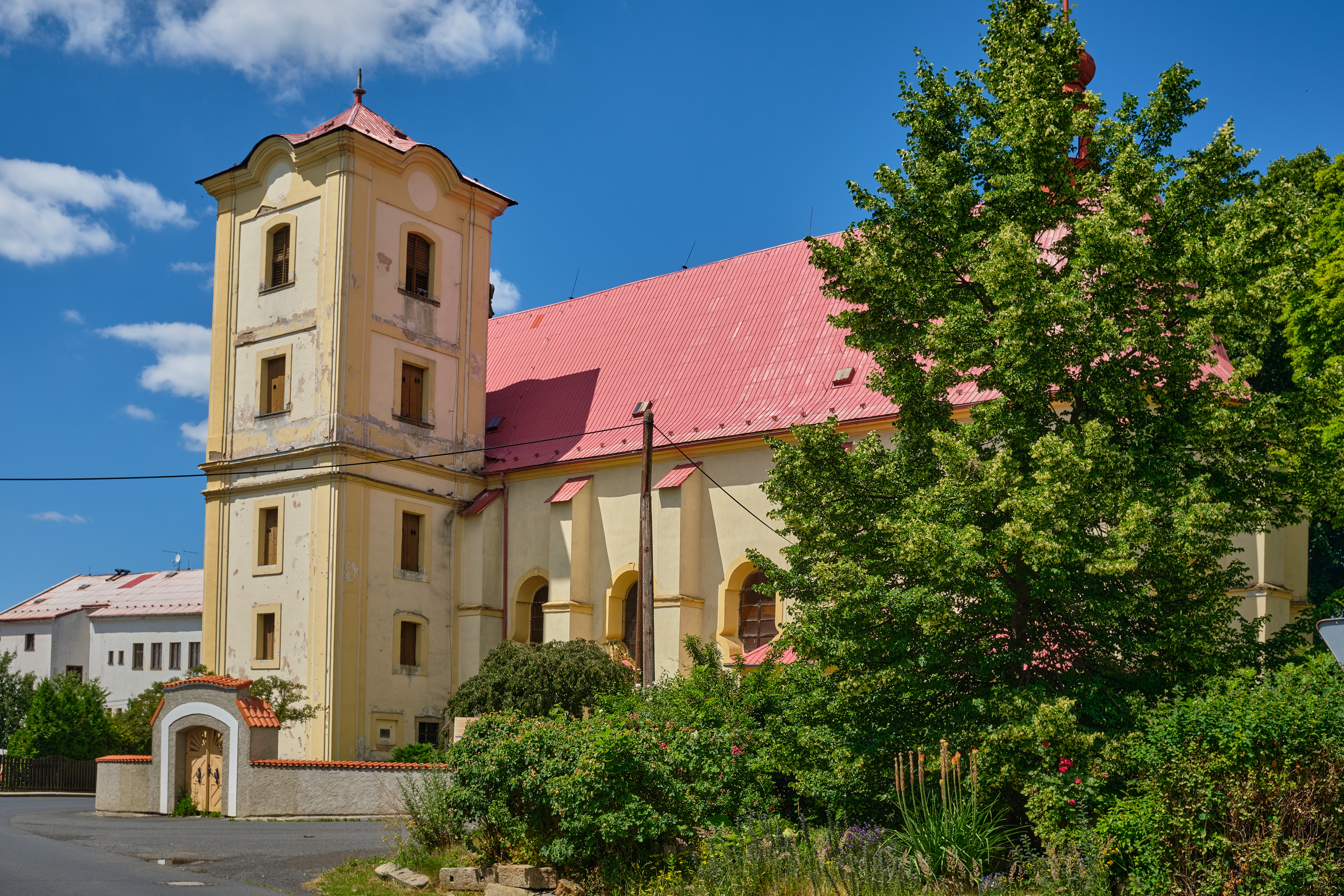
Kostel svatého Michaela archanděla

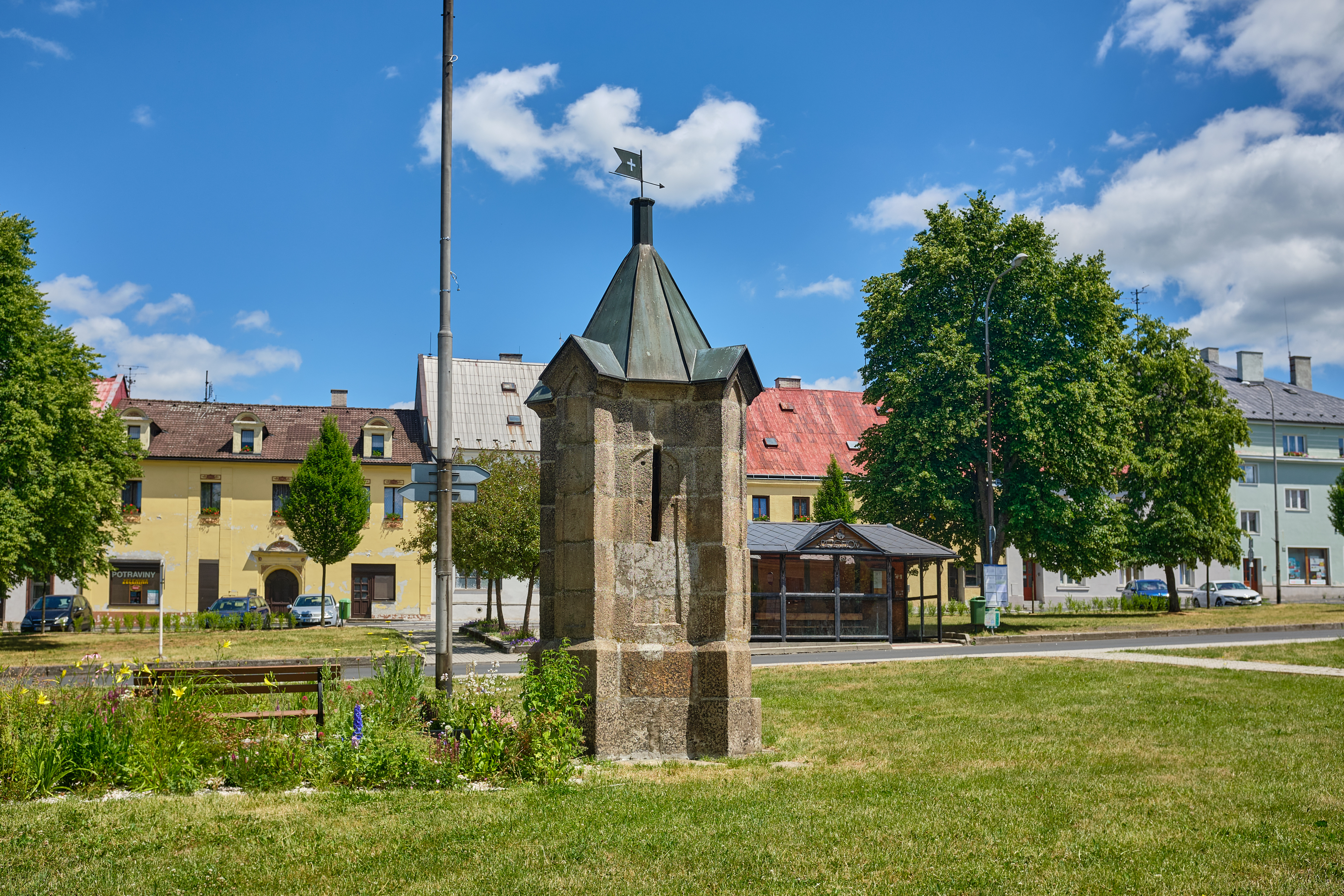
Studna na náměstí

- Kostel svatého Michaela archanděla
- Kostel svatého Jakuba
- Kaplička
- Sloup se sochou Panny Marie
- Radnice na náměstí Míru
- Socha svatého Jana Nepomuckého na náměstí Míru
- Kašna na náměstí Míru
- Studna na náměstí Míru
- Pomník padlým hrdinům z první světové války na vyvýšenině jižně od města
- Jakobovy lípy

## Osobnosti
Narodil se tu Karl Zimmer (1817–1891), český a rakouský lékař a politik německé národnosti, během revolučního roku 1848 radikálně demokratický poslanec rakouského Říšského sněmu a celoněmeckého Frankfurtského parlamentu. Dalším rodákem byl právník a politik Anton Waldert (1823–1892).